# جیمز دوار (نانوا)
جیمز الکساندر دوار (متولد ۵ فوریه ۱۸۹۷–۳۰ ژوئن ۱۹۸۵) یک مخترع کانادایی بود که به دلیل اختراع تویینکی در سال ۱۹۳۱ شناخته شد.

## کار حرفه ای
دوار کار خود را در سال ۱۹۲۰ در شرکت نانوایی کانتیننتال آغاز کرد که بعداً از طریق یک سری ادغام و اکتساب، به هاستیس برندز تبدیل شد. او به عنوان یک تحویل دهنده با تحویل شیرینی با گاری اسبی شروع کرد. دوار در نهایت در رتبه‌های بالاتری قرار گرفت و مدیر کارخانه شد.
در سال ۱۹۳۱، کارخانه دوار در حال تهیه کیک‌های توت فرنگی بود، اما فقط در فصل توت فرنگی. دوار ایده ای برای ایجاد یک کیک کوتاه با خامه در داخل به جای توت فرنگی داشت. او با دیدن یک بیلبورد برای یک شرکت کفش به نام "Twinkle Toe Shoe Co"، الهام گرفت که اختراع کیک کوتاه خود را "تویینکی" بنامد.
دوار به سمت معاون منطقه ای هاستیس برگزیده شد و تا سال ۱۹۷۲ در این سمت بود.

## زندگی شخصی
جیمز دوار در ۵ فوریه ۱۸۹۷ در رودخانه پوگواش، نوا اسکوشیا به دنیا آمد. در جوانی، دوار روی قایق‌هایی کار می‌کرد که الوار و سنگ آهک را حمل می‌کردند و با یک دریاچه به شیکاگو می‌رسیدند.
دوار ۴ فرزند داشت که یکی از آنها جیمز دوار جونیور، هافبک کلیولند براونز بود. دوار در مجموع ۱۵ نوه نیز داشت. دوار همچنین گفت که به‌طور منظم به فرزندان و نوه‌هایش تویینکی می‌دهد، اگرچه او گفت که هرگز بر سلامت آنها تأثیر نمی‌گذارد. برخی از مردم می‌گویند که دوار قبل از رفتن به رختخواب حداقل ۳ تویینکی و یک لیوان شیر می‌خورد هر چند که هرگز توسط دوار تأیید یا تکذیب نشد.
دوار در ۳۰ ژوئن ۱۹۸۵ در داونرز گروو، ایلینوی در سن ۸۸ سالگی درگذشت و در آن زمان ۲ دختر، ۱۵ نوه و ۱۷ نوه از او به یادگار ماند.